# 神家正成
神家 正成（かみや まさなり、1969年 - ）は、日本の小説家、推理作家、歴史小説や時代小説も手掛ける。会社員。2014年に『深山の桜』で第13回『このミステリーがすごい!』大賞で優秀賞を受賞。愛知県春日井市出身。千葉県柏市在住。

## 経歴・人物
中学卒業後、自衛隊生徒として陸上自衛隊少年工科学校修了、富士学校を修了。その後、74式戦車操縦手として勤務し、自衛隊を依願退職。韓国に留学した後、韓国と関わる仕事に従事中。
会社勤めをしながら、辻堂ゆめ『夢のトビラは泉の中に』とともに『深山の桜』で第13回『このミステリーがすごい!』大賞優秀賞を受賞（大賞は降田天「女王はかえらない」）。同作がデビュー作となった。

## 作品リスト

### 単行本
- 『深山の桜』（2015年3月、 宝島社）
- 『七四』（ナナヨン）（2016年9月、 宝島社）
- 『赤い白球』（2019年6月、 双葉社）
- 『さくらと扇』（2020年2月、徳間書店）

### 文庫
- 『深山の桜』（2016年3月、 宝島社文庫）
- 『七四』（ナナヨン）（2017年9月、宝島社文庫）
- 『桜と日章』（2019年3月、 宝島社文庫）

### アンソロジー
「」内が神家正成の作品
- 『5分で読める！ ひと駅ストーリー 食の話』（2015年10月 宝島社文庫）「戦闘糧食」
- 『10分間ミステリー THE BEST』（2016年9月 宝島社文庫）「誰何と星」
- 『幕末 暗殺！』（2018年1月 中央公論新社）「明治の石」
- 『伝奇無双』（2019年3月 戯作舎文庫 電子書籍）「朝鮮の秘宝」